# NGC 7294
NGC 7294 é uma galáxia lenticular (SB0) localizada na direcção da constelação de Piscis Austrinus. Possui uma declinação de -25° 23' 53" e uma ascensão recta de 22 horas, 32 minutos e 07,8 segundos.
A galáxia NGC 7294 foi descoberta em 1886 por Frank Leavenworth.